# Jüdischer Pester Lloyd
Der Jüdische Pester Lloyd war eine kurzlebige jiddischsprachige Zeitung, die 1875 in Budapest im Königreich Ungarn in der Habsburgermonarchie erschienen ist. Ebenso wie der deutschsprachige Pester Lloyd bot die von Julius Dessauer herausgegebene und redigierte Zeitung vor allem Wirtschafts- und Handelsnachrichten.